# Parkour
 Der er for få eller ingen kildehenvisninger i denne artikel, hvilket er et problem. Du kan hjælpe ved at angive troværdige kilder til de påstande, som fremføres i artiklen.

Parkour (fransk udtale: [pαˈkuɹ]) er en fysisk disciplin hvor udøveren, ved at tilpasse sine bevægelser til omgivelserne, forsøger at komme fra A til B på den mest effektive måde, uden hjælp af udstyr.
Bevægelsesformen, som oprindeligt hed l'art du déplacement, blev grundlagt i Frankrig i 1980'erne af en gruppe på ni unge mænd, der kaldte sig "Yamakasi". "Yamakasi" er et lingala ord, der frit oversat betyder "stærk mand, stærk ånd", og som opsummerer hovedformålet med sportgrenen: at være et stærkt individ: fysisk, mentalt og etisk.
Stifterne af Yamakasi er Yann Hnautra, Chau Belle, David Belle, Laurent Piemontesi, Sebastien Foucan, Guylain N'guba Boyeke, Charles Perriere, Malik Diouf og Williams Belle,
Udtrykket "parkour" blev første gang introduceret af David Belle i 1998. "Parkour" kommer af det franske ord "parcours", som betyder vej eller bane.
Termen "freerunning" blev opfundet af Guillaume Pelletier - en repræsentant for en gruppe franske advokater, der var involveret i produktionen af Channel 4 dokumentaren "Jump London" fra 2003, med henblik på at formidle denne nye sport til et engelsktalende publikum.
Der findes ikke en fast definition, og der bliver jævnligt diskuteret bl.a. om flips er en del af parkour eller ej. Dennis Asp har samlet nogle bud på definitioner i sin artikel Hvad er parkour?, og giver her sit bud:
Parkour: “En bevægelsesdisciplin eller -kunst, hvor udøveren vælger andre veje end de der er lagt op til arkitektonisk eller kulturelt. Udøveren vælger sin egen vej gennem det naturlige eller urbane rum, og løber langs en sti han selv har lagt, og overkommer de hindringer der måtte komme i vejen så hurtigt og effektivt som muligt, med fokus på en kontrolleret udførelse af bevægelserne og det flow, der ligger i kombinationen af flere bevægelser. Parkour forstås som den effektive bevægelses kunst.”
Freerunning: “Freerunning anses som en disciplin udsprunget af parkour. De basale bevægelsesteknikker i urbane og naturlige miljøer, danner grundlag for freerunningteknikker. Vægten ligger dog ikke på at bevæge sig fremad, men på at bevæge ens egen krop og interagere med omgivelserne kreativt og individuelt.”

## Oprindelse
Franskmanden David Belle betegnes som grundlæggeren af parkour (parcour). Belles far, Raymond Belle, var løjtnant i Vietnamkrigen. For at træne sine soldater til at bevæge sig effektivt rundt i junglen, anvendte han træningssystemet ’méthode naturelle ’, der grundlagdes af Georg Hébert (1875-1957). Méthode naturelle er et system af filosofiske idéer og fysiske metoder, der ontologisk knytter sig til Jean-Jacques Rousseaus (1712-1778) og Johan Gutsmuths (1759-1839) filantropiske tanker om at vende tilbage til naturen og dannelse af det hele menneske. Systemet bygger på en holistisk verdensforståelse, og tager udgangspunkt i effektivitet, flow og hurtighed. Raymond Belle introducerede David Belle for idéerne bag dette træningssystem, hvilket han tog med ud på gaderne i de franske forstæder. Her videreudviklede han de elegante bevægelser inspireret af teknikker fra gymnastikkens og kampsportens verden, imens han bibeholdt nogle af de grundlæggende tanker omkring naturlige bevægelser sammen med barndomsvennen Sebastian Foucan. David Belle og Sebastian Foucan startede sammen med seks andre kammerater gruppen ’Yamakasi.’ 
I 2001 fik ’Yamakasi’ hovedrollerne i den franske film Yamakasi. Filmen åbnede for den videre udbredelse af parkour. Efter Yamakasi (2001) og to andre film (Jump London (2003) og Jump Britain (2005) og en række reklamer med Belle og Foucan eksploderede parkours popularitet i starten af det nye årtusinde. Disse film var ligeledes med til at starte en fraktion i parkourmiljøet, der udsprang af en eksistentiel konflikt mellem ideerne om bevægelsesfrihed versus effektivitet. I filmene opretholder udøverne ikke den grundlæggende idé om effektivitet, men krydrer deres bevægelse rundt i byen med saltoer, hvilket mange mener ikke kan anskues som effektive, fremdrivende bevægelser.
Miljøet opsplittes og en anden bevægelsesaktivitet kaldet Freerunning opstår ud fra idéen omkring bevægelsesfrihed.
Der findes flere myter om hvor parkour stammer fra, bl.a. en idé om, at krigsfanger i Vietnamkrigen udviklede parkour, eller at franske tyveknægte tilegnede færdighederne for at flygte fra ordensmagten.
Netflix filmen 6 Underground (2019) indholder flere parkour-scener udført af Storror.

## Parkour i Danmark
I Danmark blev parkour først udbredt via internettet primært igennem hjemmesiden www.le-parkour.dk, oprettet i August 2004. Le-parkour.dk var i flere år rammestedet for det danske parkourmiljø, hvor der blev arrangeret træninger, delt videoer og diskuteret parkour. Efter de sociale mediers gennembrud omkring 2007 er disse aktiviteter i stigende grad flyttet over på sociale medier såsom Facebook og Youtube.
Sidenhen har parkour i Danmark udviklet sig fra at være en udpræget selvorganiseret undergrundsaktivitet til at blive en organiseret aktivitet rodfæstet i uddannelsesinstitutioner, foreninger, idrætsklubber og virksomheder.
I de danske medier er parkour flere gange blevet eksponeret, heriblandt igennem; DR Svada 2006, TV2 Go’ Morgen Danmark 2007, DR Høvdingebold 2009 og igennem tv-reklamer og avisartikler.
I 2007 blev verdens første parkourpark åbnet på Gerlev Idrætshøjskole og efterfølgende har Danmark
været et foregangsland indenfor parkouranlæg med byggerier såsom Plug'n Play parken i
Ørestaden, BGI
Akademiets investering i verdens største parkouranlæg i 2012. og RGF’s investering i verdens dyreste offentlige parkouranlæg, industriparkour.

## Freerunning
Freerunning har fuldstændig bevægelsesfrihed som højeste ideal. I Freerunning fokuseres således ikke blot på effektivitet. Foucan definerer Freerunning som en disciplin med selvudvikling; hvor man går sine egne veje.
Mens traceurs og traceuses udøver parkour for at forbedre deres evne til at komme over forhindringer hurtigere og på den mest effektive måde, øver Freerunners sig på et bredere spektrum af bevægelser, der ikke altid er nødvendige for at overkomme forhindringer. Betydningen af de forskellige filosofiske tilgange til bevægelse er forklaret i følgende citater:
Den erfarne Freerunner Jerome Ben Aoues forklarer i dokumentaren Jump London:
"Det vigtigste element er harmonien mellem dig selv og forhindringen; bevægelsen skal være elegant... Hvis det lykkes dig at komme over hegnet på en elegant måde — det er smukt, i stedet for blot at sige, at jeg hoppede over det. Hvad er meningen med det?"
David Belle eller PAWA team, eller begge understreger opdelingen mellem parkour og freerunning:

Forstå at denne kunstart er blevet opfundet af soldater i Vietnam for at kunne undslippe eller nå ting.. og dette er ånden jeg ønsker at parkour bevarer. Du bliver nødt til at differentiere mellem hvad der er brugbart i nødsituationer og hvad der ikke er. Så ved du hvad parkour er og hvad det ikke er. Så hvis du laver akrobatiske spring på gaden med intet andet mål end at blære dig, må du endelig ikke tro det er parkour. Akrobatik fandtes længe før parkour.

## Byen som legeplads
Parkour udøves ofte i bymæssigt miljø, men grundlæggende er idéen, at parkour kan dyrkes overalt. Når udøverne dyrker parkour, bevæger de sig ofte gennem byen i søgen efter gode ’Spots’, som de benævner gode steder at dyrke parkour ved. De to franske forstæder, Lisses og Evry, er de mest berømte parkour spots. Dame du Lac står i parken La Lac og fungerer som henholdsvis byens og parkours monument. Udøvernes bevægelser mellem forskellige omgivelser stiller krav om, at udøverne kontinuerlig tematiserer rummet i relation til deres krop og bevægelsesmæssige færdigheder, hvilket gør rummet til en kilde til udforskning af kroppens muligheder og grænser. Udøverne udvikler i deres insisteren på vekslende rum efterhånden en form for adaptiv evne til at tilpasse deres bevægelsesmæssige færdigheder og percipere gaderummet, således at de foretager en reel udvidelse af det fysiske rum for aktiviteten. Dyrkelsen af parkour afgrænses herved ikke kun til specifikke steder, men udvides til hele byen, som de bevæger sig gennem i deres dagligdag.

## Fodnoter
1. ↑  Martin Kallesøe og Mikkel Rugaard - Parkour & L'art du Deplacement, fra filosofi til praksis, en undervisers guide til et unikt bevægelsesfænomen
2. ↑  Dennis Asp - Hvad er Parkour? http://www.dennisasp.dk/hvad-er-parkour/
3. 1 2  Larsen, Signe Højbjerre. "Hvad er parkour?" (PDF). Team JiYo. Hentet 2011-01-19.{{cite web}}:  CS1-vedligeholdelse: url-status (link)
4. ↑  Dennis Asp: Parkours Oprindelse: http://www.dennisasp.dk/parkours-oprindelse/
5. ↑  Gates, Christopher (13. december 2019). "The truth about those parkour scenes in 6 Underground". Looper.com (amerikansk engelsk). Arkiveret fra originalen 14. december 2019. Hentet 2020-01-22.
6. ↑  "Ben Hardy talks defying gravity in Michael Bay's latest action-packed thriller, '6 Underground' - Metro US". www.metro.us. 13. december 2019. Arkiveret fra originalen 10. januar 2022. Hentet 2020-01-22.
7. 1 2 3 4  Jacob Mortensen 2014: "Parkour i Danmark - Et historisk tilbageblik" http://www.jacobarts.com/dkhistorie.html Arkiveret 5. marts 2016 hos  Wayback Machine
8. ↑  Team JiYo - TV2 Go Morgen Danmark - YouTube
9. ↑  Høvdingebold 2009
10. ↑  "Arkiveret kopi". Arkiveret fra originalen 11. august 2014. Hentet 4. august 2014.
11. ↑  "Plug N Play". Arkiveret fra originalen 3. december 2014. Hentet 4. august 2014.
12. ↑  "Parkour | BGI akademiet". Arkiveret fra originalen 8. august 2014. Hentet 4. august 2014.
13. ↑  Urban Freeflow Team. "Sebastian Foucan interview". Arkiveret fra originalen 27. september 2007. Hentet 2007-06-19.
14. ↑  Sébastien Foucan (2010-06-06). "FREERUNNING". Arkiveret fra originalen 23. oktober 2007. Hentet 2007-06-22.
15. ↑  Jerome Ben Aoues (2003). Jump London (TV-Documentary). London, UK: Channel 4.